# Viscoelasticitat
La viscoelasticitat és la propietat dels materials que presenten característiques viscoses i elàstiques quan es deformen. Els materials viscosos, com l'aigua, resisteixen el flux de cisallament i es tensionen linealment amb el temps quan es tensionen. Els materials elàstics es tensen amb pressió i tornen immediatament al seu estat original una vegada que es deixen de tensionar.
Els materials viscoelàstics tenen elements d'ambdues propietats i, com a tal, presenten una tensió que depèn del temps. Mentre que l'elasticitat acostuma a ser resultat de l'enllaç químic que s'estén i es cristal·litza en un sòlid ordenat, la viscositat és el resultat de la difusió d'àtoms o molècules en un material sòlid amorf.